# Villa Valmarana (Vigardolo)
Villa Valmarana, sita a Vigardolo di Monticello Conte Otto in provincia di Vicenza, è una villa veneta progettata da Andrea Palladio nel 1542, tra le prime opere autonome dell'architetto. L'edificio è dal 1996 nell'elenco dei patrimoni dell'umanità dell'UNESCO, assieme alle altre ville palladiane del Veneto.

## Storia
Nei primi anni 1540 Palladio progetta una piccola villa per i due cugini Giuseppe e Antonio Valmarana nel fondo ereditato in comune a Vigardolo, pochi chilometri a nord di Vicenza. La necessità di alloggiare nell'edificio due nuclei familiari potrebbe spiegare la particolare disposizione delle stanze, organizzate in due appartamenti autonomi e simmetrici, accessibili dal salone posteriore anziché dalla loggia frontale in comune fra i due cugini.
La data assai precoce colloca il progetto per villa Valmarana fra le prime prove autonome dell'architetto, testimoniate da un ricco gruppo di disegni autografi, uno dei quali (RIBA XVII/2r) è con tutta evidenza il progetto preparatorio per l'edificio. Le differenze fra il disegno e l'edificio realizzato possono spiegarsi con le difficoltà sorte in fase di costruzione: nella villa mancano l'alto podio dove disporre gli ambienti di servizio seminterrati (irrealizzabile per la presenza di numerosi corsi d'acqua) e il frontone interrotto, mentre compare un mezzanino; il soffitto della loggia è piano anziché a volta. Frammenti di decorazione parietale testimoniano che la villa era in origine completamente affrescata.
Si tratta in definitiva di un progetto di transizione, in cui troviamo tuttavia per la prima volta compiutamente formulati i tratti caratterizzanti del linguaggio palladiano. Nella villa sono presenti infatti elementi propri della tradizione costruttiva vicentina, come la disposizione delle stanze, che ricalca quella di villa Trissino a Cricoli, e in particolare di quelle laterali legate da precisi rapporti proporzionali (2:3:5, e precisamente 12,18 e 30 piedi vicentini).
Accanto a loro tuttavia convivono le suggestioni formali derivanti dalle grandi strutture termali antiche, conosciute direttamente da Palladio nel primo viaggio a Roma del 1541, ben riconoscibili nella loggia, nelle strutture voltate delle stanze e nella serliana utilizzata come filtro verso l'ambiente esterno.

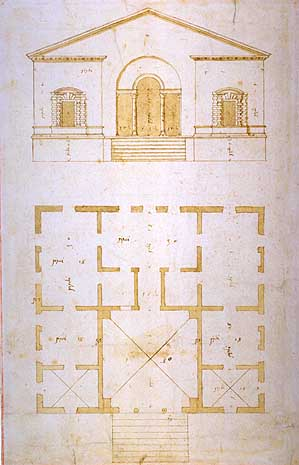
Progetto autografo di Palladio (Londra, RIBA XVII/2r)
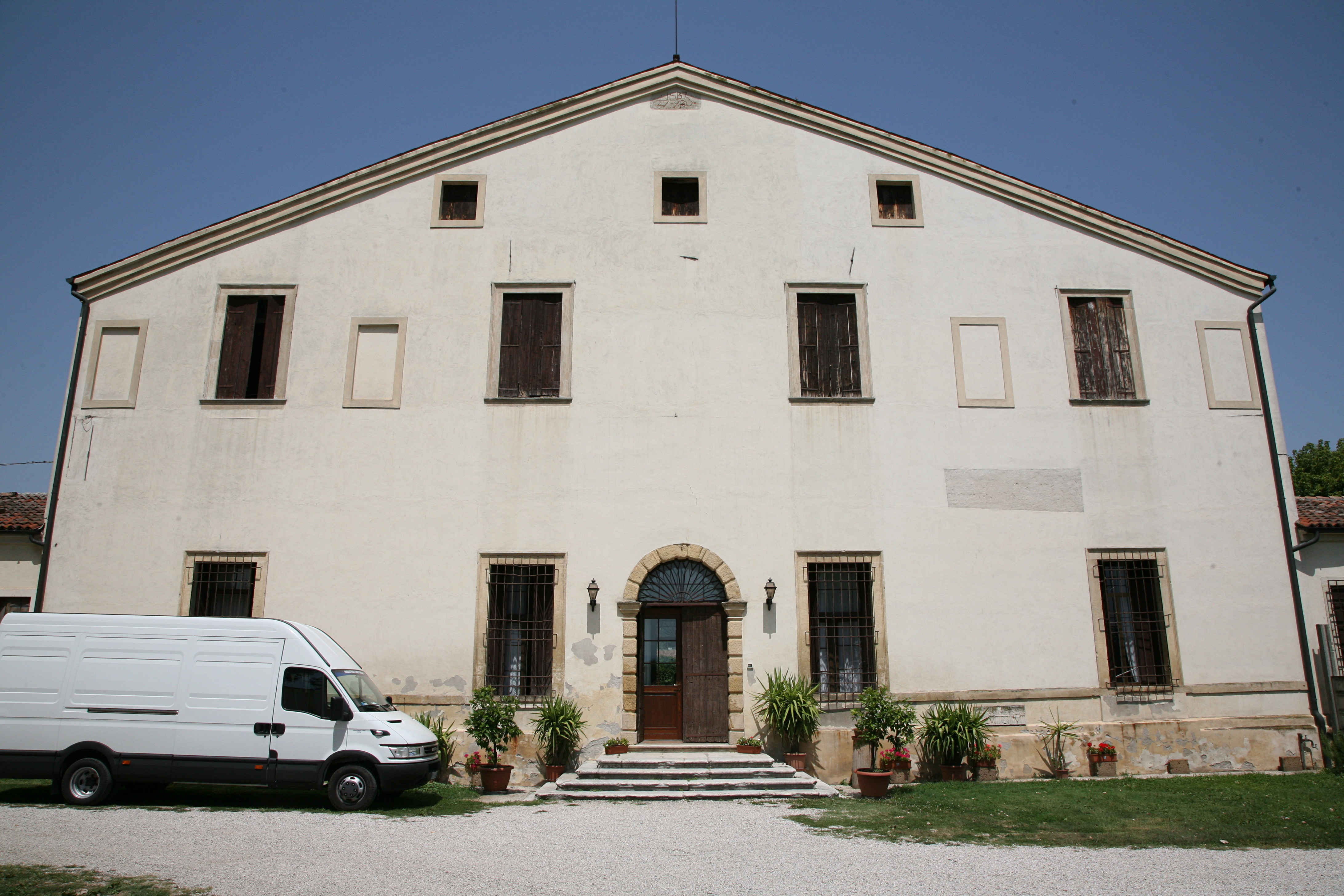
Prospetto posteriore
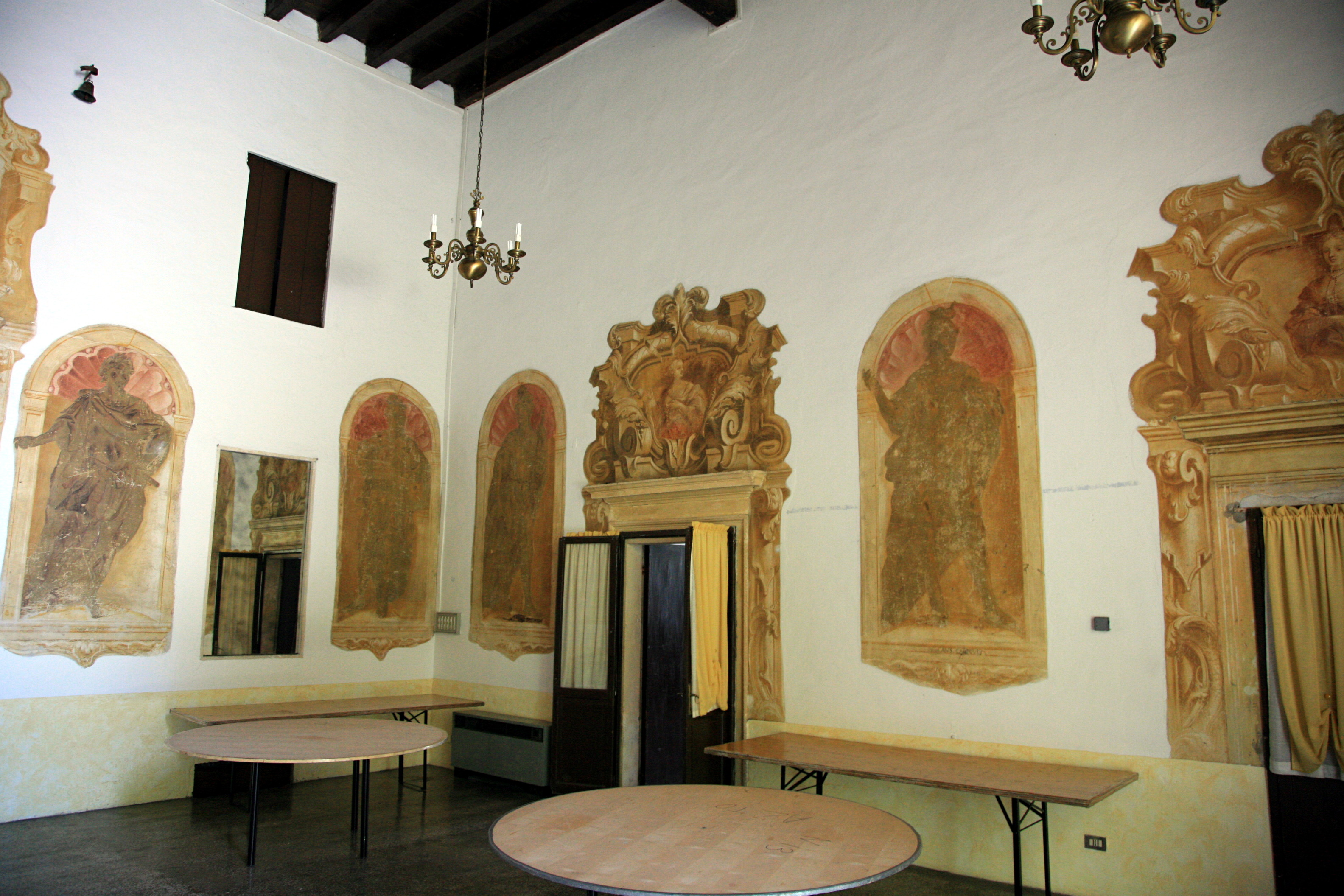
Interni affrescati
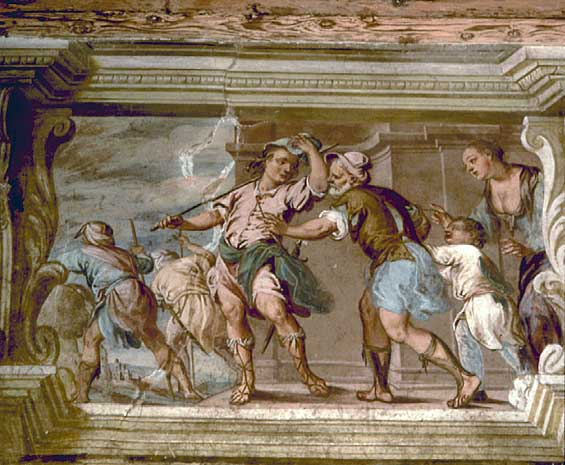
Affresco nella sala centrale (foto Archivio CISA)